# Iray
 (septembre 2012).
Si vous disposez d'ouvrages ou d'articles de référence ou si vous connaissez des sites web de qualité traitant du thème abordé ici, merci de compléter l'article en donnant les références utiles à sa vérifiabilité et en les liant à la section « Notes et références ».
iRay est un moteur de rendu 3D interactif, développé par la société Mental Images (en). Il utilise les cartes graphiques Nvidia (Quadro, Tesla, GeForce), pour faire des rendus photo-réalistes utilisant une simulation physiquement correcte de la lumière. Il utilise la technique du rendu progressif, qui consiste à améliorer au fur et à mesure du rendu la qualité de l'image (en diminuant progressivement le bruit).
iRay est intégré à certaines applications 3D propriétaires tel que Autodesk 3ds Max, Bunkspeed SHOT ou Dassault Systemes CATIA V6.
Il est aussi accessible par Mental Images Reality Server.

## Autres moteurs de rendus "Physiquement correct"
- Maxwell Render
- Fry Render
- Arion Render